# کارل کولز
کارل کولز (انگلیسی: Carl Klose; ۵ دسامبر ۱۸۹۱ – ۱۵ ژانویهٔ ۱۹۸۸) قایقران روئینگ اهل ایالات متحده آمریکا بود.